# Offensive Coordinator

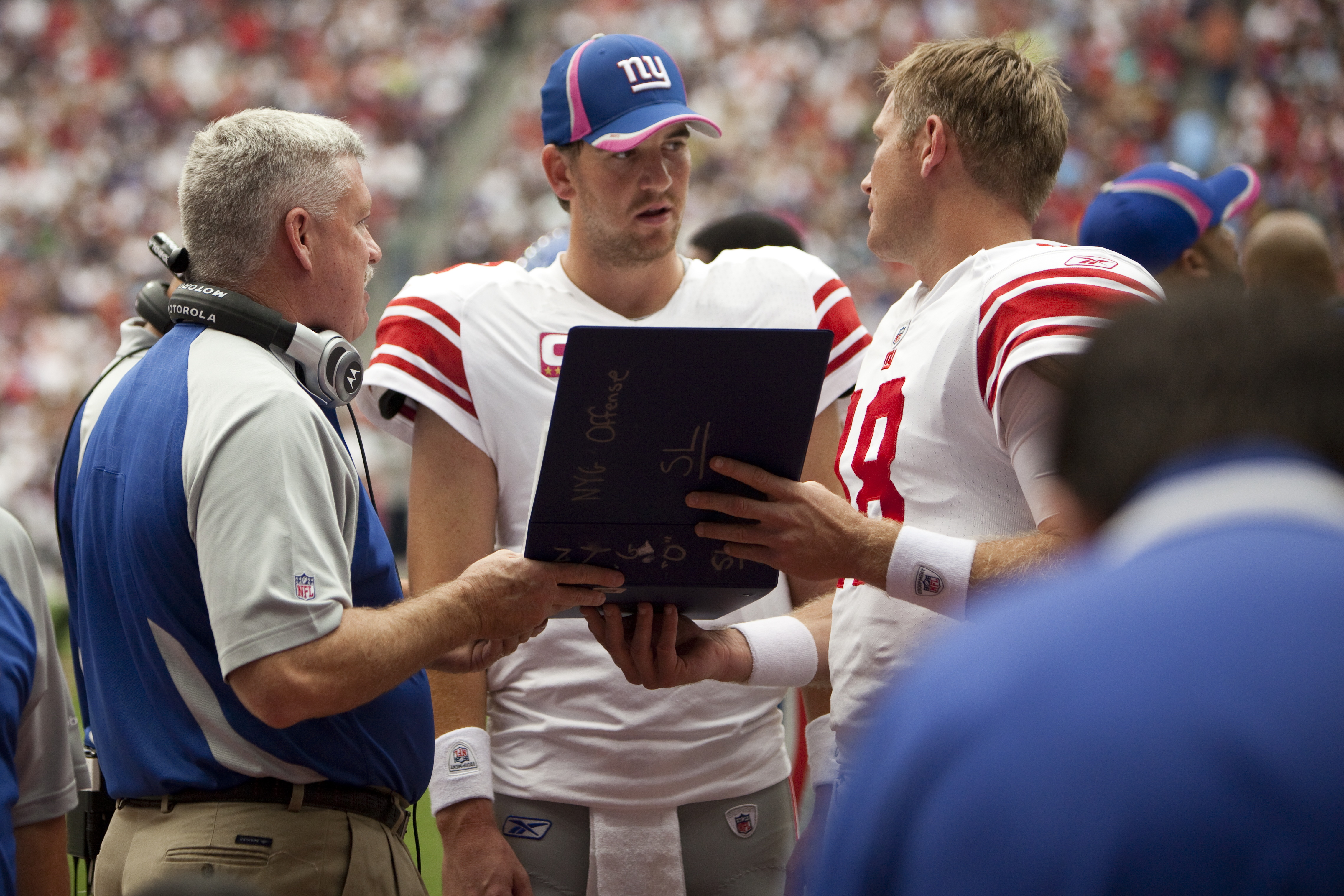
Der Offensive Coordinator der New York Giants, Kevin Gilbride (links), berät sich mit seinem Quarterback Eli Manning und Backup Sage Rosenfels

Der Offensive Coordinator ist Teil des Trainerstabes eines American-Football-Teams und verantwortlich für die Offense.

## Begriffserklärung
Der Offensive Coordinator steht in der Befehlskette zusammen mit dem Defensive Coordinator und dem Special Teams Coordinator direkt unter dem Head Coach. Er ist für alle Spieler und Assistenztrainer der Offense zuständig. Ihm unterliegt die Anleitung der diversen Assistenztrainer der Offensive (Offensive-Line-Coach; Receiver-Coach; Quarterback-Coach; usw.). In niedrigeren Amateurbereichen kommt es aus Gründen der Budgetknappheit auch vor, dass der Offensive Coordinator die Aufgaben seiner eigentlichen Assistenztrainer mit übernimmt.
Die Hauptarbeit des Offensive Coordinators liegt jedoch in der Erstellung und Optimierung von Spielzügen der Offense sowie der Erstellung und Entwicklung einer generellen Spielweise bzw. Taktik. Während eines Spiels ist es dann seine Aufgabe die entsprechenden Spielzüge auszuwählen und an seinen Quarterback weiterzugeben. Es kommt allerdings auch vor, dass sehr offensiv denkende Head Coaches das Auswählen der Spielzüge selbst übernehmen. Der Offensive Coordinator wird dann zu einer Art direkter Assistent des Head Coaches.
Wie auch dem Head Coach, steht es dem Offensive Coordinator frei, wo er sich während eines Spiels aufhält. Im Profibereich steht er meistens bei der Mannschaft in der Teamzone am Spielfeldrand. Es gibt allerdings auch Offensive Coordinators, die es bevorzugen das Spiel aus einer Tribünenloge (Coaches Box) zu verfolgen, um eine bessere Sicht auf die Aufstellungen der Defense des Gegners zu haben. In beiden Fällen ist der Offensive Coordinator über Funk mit seinem Quarterback verbunden. Da die meisten Amateurvereine diese Möglichkeit jedoch nicht haben, steht hier der Offensive Coordinator immer an der Seitenlinie und gibt die Spielzüge durch Zuruf weiter.
Die Position des Offensive Coordinators ist im Profifootball oft die Vorstufe vor dem Posten des Head Coaches. Viele professionelle Head Coaches waren in ihrer Karriere vorher entweder Offensive- oder Defensive Coordinator.